# اسکار مارتینز (تنیس‌باز)
 اسکار مارتینز (انگلیسی: Oscar Martinez؛ زاده ۹ مارس ۱۹۷۴) یک تنیس‌باز اهل اسپانیا است.